# Onze Lieve Vrouw van Vlaanderen

Onze Lieve Vrouw van Vlaanderen (que l'on pourrait traduire en français par « chère Notre-Dame des Flandres ») est un chant religieux catholique et flamand, populaire pendant la période de l'entre-deux guerres, et les années 1960.

## Histoire
Le texte a été écrit par le père August Cuppens (nl) (1862-1924), et la musique a été composée par Lodewijk de Vocht (nl) (1887-1977).
Le chant a été composé en 1910 pour les 50 ans de la statue Notre Dame des Jésuites ( plus tard appelée Notre-Dame de la Flandre), de 2,75 mètres de haut en marbre blanc. La statue a été transférée en 1956 à l'église du Collège jésuite Saint-Barbara dans le Savaanstraat.

## Texte original
Liefde gaf U duizend namen
Groot en edel, schoon en zoet
Maar geen een die 't hart der Vlamen
Even hoog verblijden doet
Als de naam, o Moedermaagd,
Die gij in ons landje draagt.
Schoner klinkt hij dan al d'andren.
Onze Lieve Vrouw van Vlaandren (bis).

Waar men ga langs Vlaamse wegen
Oude hoeve, huis of tronk,
Komt men U, Maria, tegen,
Staat Uw beeltenis te pronk
Lacht ons toe uit lindegroen
Bloemenkrans of blij festoen
Moge 't nimmer hier verand'ren
O gij Lieve Vrouw van Vlaand'ren (bis)

Blijf in 't Vlaamse herte tronen
Als de hoogste koningin
Als de beste moeder wonen
In elk Vlaamse huisgezin
Sta ons bij in alle nood,
Nu en in het uur der dood
Ons, Uw kind'ren, en ook d'and'ren
Liefste Lieve Vrouw van Vlaand'ren (bis)